# Phyllopodopsyllus angolensis
Phyllopodopsyllus angolensis is een eenoogkreeftjessoort uit de familie van de Tetragonicepsidae. De wetenschappelijke naam van de soort is voor het eerst geldig gepubliceerd in 1984 door Kunz.